# Autobahndreieck Potsdam
Das Autobahndreieck Potsdam (Abkürzung: AD Potsdam; Kurzform: Dreieck Potsdam) ist ein Autobahndreieck in Brandenburg in der Metropolregion Berlin. Es verbindet die Bundesautobahn 10 (Berliner Ring) mit der Bundesautobahn 9 (Berlin – Leipzig – München), die hier beginnt.

## Geographie
Das Dreieck liegt auf dem Gemeindegebiet von Schwielowsee im Landkreis Potsdam-Mittelmark. Die umliegenden Städte und Gemeinden sind Beelitz, Werder (Havel) und Seddiner See. Es befindet sich etwa 45 km südwestlich der Berliner Innenstadt, etwa 15 km südwestlich von Potsdam und etwa 115 km nördlich von Leipzig.

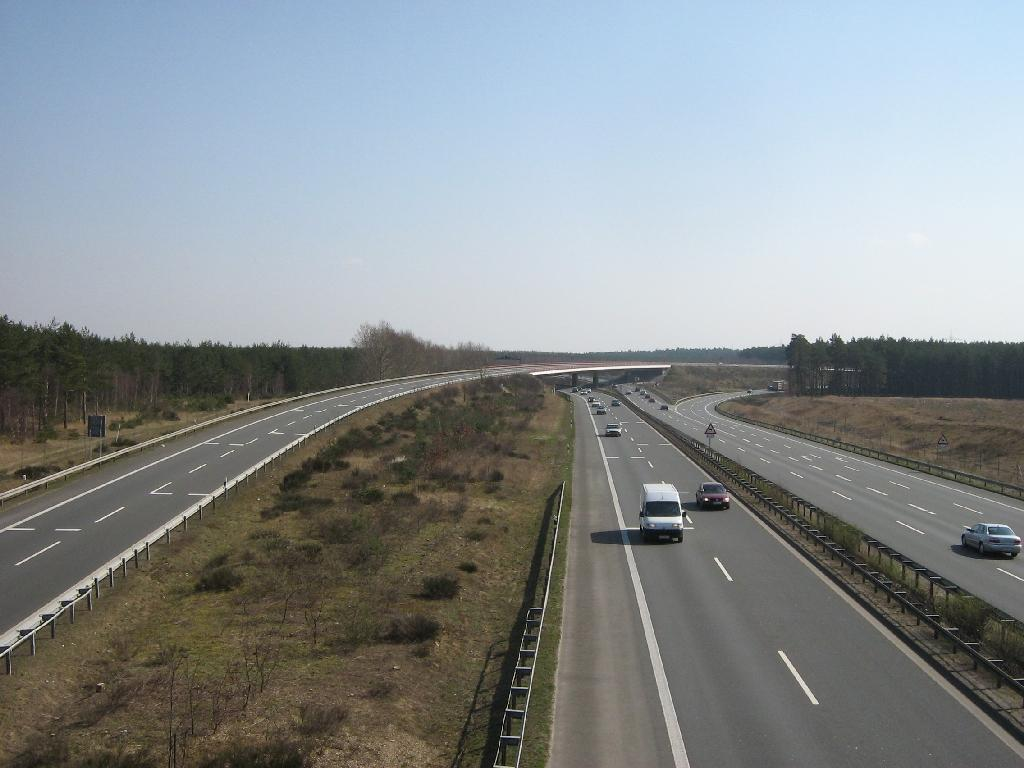
Beginn der A 9 am Dreieck Potsdam

Die nächstgelegenen Naturparks sind Nuthe-Nieplitz und Hoher Fläming.
Das Autobahndreieck Potsdam trägt auf der A 9 die Anschlussstellennummer 1, auf der A 10 die Nummer 19.

## Bauform und Ausbauzustand
Die A 9 ist in diesem Bereich sechsstreifig ausgebaut. Die A 10 ist in Richtung Westen bis zum Autobahndreieck Werder sechsstreifig, in Richtung Osten achtstreifig ausgebaut. Alle Verbindungsrampen sind zweistreifig ausgeführt.
Die Anlage wurde als vollständiges Dreieck in Full-Y Form angelegt.
Die Hauptstraße führt in einem Schwenk nach Südwesten und verbindet die von Osten kommende A 10 mit der nach Süden verlaufenden A 9.

## Geschichte
Im Jahre 1937 wurde das Autobahndreieck im Zuge des Berliner Ringes für den Verkehr freigegeben. Somit bestand nunmehr eine durchgehend fertiggestellte Reichsautobahnstrecke von Hannover bis Michendorf. Das Autobahndreieck dürfte zu diesem Zeitpunkt baulich fertiggestellt gewesen sein. Im Laufe des Jahres 1938 wurde die Strecke von hier über Dessau bis zum Schkeuditzer Kreuz (im Zuge der heutigen A 9) freigegeben, sodass man nun auch bis nach München durchgehend auf der Autobahn fahren konnte. Das Dreieck wird erst seit 1990 als Dreieck Potsdam bezeichnet. Zuvor sprach man vom Leipziger Abzweig bzw. zu späteren DDR-Zeiten vom Abzweig Leipzig; es war Teil der Transitstrecke zwischen West-Berlin und den Grenzübergängen Helmstedt/Marienborn, Wartha/Herleshausen und Rudolphstein/Hirschberg. Seine heutige Gestalt hat das Dreieck erst seit Mitte der 1990er Jahre. Zuvor war dies eine linksgeführte Trompete, wobei der durchgehende Strang von Berlin Richtung Leipzig führte.

## Verkehrsaufkommen
Das Dreieck wird täglich von etwa 113.000 Fahrzeugen befahren, damit zählt es zu den frequenzstärksten in Brandenburg.
| Von             | Nach                         | Durchschnittliche tägliche Verkehrsstärke | Anteil Schwerlastverkehr |
| --------------- | ---------------------------- | ----------------------------------------- | ------------------------ |
| AD Potsdam      | AS Beelitz-Heilstätten (A 9) | 57.200                                    | 14,1 %                   |
| AS Ferch (A 10) | AD Potsdam                   | 95.300                                    | 19,0 %                   |
| AD Potsdam      | AS Glindow (A 10)            | 73.200                                    | 21,4 %                   |